# 조태억
조태억(趙泰億, 1675년 ~ 1728년 음력 10월 4일)은 조선 후기의 문신이다. 자는 대년(大年), 호는 겸재(謙齋)·태록당(胎祿堂)이며 본관은 양주(楊州)이다. 시호는 문충(文忠)이다. 숙종 때 문과에 급제하여 관직은 영돈령부사에 이르렀다. 인조의 계비 장렬왕후의 종조카가 된다.
1702년(숙종 28년) 식년문과에 을과로 급제했고, 1707년(숙종 33년) 다시 문과 중시에 병과로 급제하여 과거 시험에 두 번 급제하였다. 영조 초기 소론의 지도자로 이광좌, 이태좌 등과 함께 소론 온건파 완론을 이끌었다. 소론의 지도자로 그는 이인좌의 난에 반대하였으나 노론 사대신에 저항한 소론 오대신의 한사람이라는 이유로 1776년 관작이 추탈되었다. 1907년(융희 1년) 이후 이완용의 여러번의 복권 상소로 1908년 4월 복권되었다. 1728년(영조 5) 이인좌의 난 진압 직후 분무원종공신 1등(奮武原從功臣一等)에 책록되었다. 최석정(崔錫鼎)의 문인이다.

## 생애

### 출생과 가계
아버지는 조가석이고 어머니는 윤이명(尹以明)의 딸이다. 지의금부사와 지중추부사를 지낸 조존성(趙存性)의 증손으로, 형조판서 조계원(趙啓遠)의 손자이며 이조참의 조가석(趙嘉錫)의 아들이다. 친형제로는 위로 친형 조태일(趙泰一), 조태만(趙泰萬)이 있었고, 서모가 낳은 이복 서형(庶兄)으로 조태선(趙泰善)이 있었다. 조사석의 조카이며 인조의 계비 장렬왕후 조씨의 5촌 당질이다. 경종시대 소론 영수였던 조태구(趙泰耉, 조사석의 아들)와 노론 4대신의 한 사람인 조태채(趙泰采)의 종제이다. 그의 집안은 증조부 조존성, 할아버지 조계원, 아버지 조가석, 조태억 본인과 아들 조병빈, 조지빈 등 5대에 걸쳐서 문과 급제자를 배출했다.
그의 집안은 당색으로는 서인 당원이었으나, 서인이 노론, 소론으로 분당될 때 그는 소론에 속했다. 그의 삼촌 조사석은 서인 당원이었으나 희빈 장씨의 생모 윤씨와의 관계로 김만중 등 같은 서인 당원으로부터 공격을 당했다. 최석정의 제자가 되어 수학하였다. 스승인 최석정은 갑술환국 이후에도 남인을 등용하는 정책을 펴던 소론 온건파 인사였다.

### 생애 초반
1693년(숙종 19년) 진사가 되고, 1697년(숙종 23년) 숙종이 낸 제술(製述)에 1등을 받고 숙종의 특명으로 직부전시(直赴殿試) 자격을 받았다. 1699년 과거 시험 전시(殿試)에 응시하려 하였으나 상중(喪中)이라 응시하지 못했다. 이후 음서로 관직에 올라 통덕랑(通德郞)을 지냈다. 1702년 예조의 건의로 다시 직부전시의 명을 받았다. 그해 승정원가주서(假注書)로 임명되어 병으로 사직하였으나, 여러 번 다시 가주서에 임명되었다. 그해 8월 한림의 추천을 받았으나 취재(取才) 시험에 불참했다가 춘추관으로부터 여러 번 탄핵을 받고 체포, 투옥됐다가 9월 숙종의 특명으로 방송되었다.
1702년 통덕랑으로 재직 중, 식년문과에 을과 4등으로 급제하였다. 그해 예문관검열이 되고 바로 사관(史官)을 겸직했다. 곧 예문관대교(待敎)를 거쳐 예문관봉교로 임명되었으나 패초에 응하지 않고 나오지 않아 파직되었다. 1703년 이조의 추천으로 예문관 대교가 되었다. 이후 예문관검열, 1704년 병조좌랑, 문학,사헌부 지평 등을 거쳐 1705년 정언, 부사과, 사과를 역임했다. 사과로 재직 중, 문신 삭시사(文臣 朔試射)에 병을 이유로 불참했다는 이유로 파직되었다. 그해 겸춘추, 부사과를 거쳐 1705년 7월 29일 북평사(北評事)로 부임하였다. 이듬해 4월 내직으로 돌아와 부교리, 사서, 다시 부교리 등을 지냈다. 1707년 수찬으로 패초에 불응하여 파직됐다가 곧 복직했다. 1707년 부교리로 재직 중, 문과 중시에 병과 3등으로 급제하였다. 그해 말 사간원헌납이 되고 겸문학, 겸교서관교리를 겸직했다.
1708년 사서, 교리, 수찬, 부수찬, 부교리 등을 지냈다. 그해 이조정랑을 거쳐 우부승지를 지내고, 1709년 동부승지가 됐다가, 그해 외직인 철원부사로 나갔다. 1709년에 대사성이 되었으며 이때 통신사로 일본에 다녀왔다. 1710년 다시 성균관 대사성이 되었다. 그 뒤 이조 참의·호조 참의가 되었다가 호조 참의에서 사직을 청하고 부호군으로 전직했다.

### 조선 통신사 파견
1711년 조선통신사 정사로서 도쿠가와 이에노부의 쇼군 취임을 축하하기위에 일본에 다녀왔다. 1711년 일본에 통신사로 파견 중, 에도 막부가 고용한 관료화가 가노 쓰네노부(狩野常信)가 그의 초상화를 그렸는데, 이때 그린 조태억의 초상화가 현재 일본에 전해진다. 귀국 후 이조참의가 됐다가 호조참의를 역임했다.
이듬해 에도 막부의 국서(國書)가 격식에 어긋났다는 이유로 그에게 책임을 물어, 관작을 삭탈당하고, 문외출송(門外黜送)되었다. 1713년 석방되고, 1714년 다시 서용되었다.

### 소론의 지도자
1714년 6월 부사직에 제수되고 1715년 공조참의, 예조참의를 역임하고 그해 12월 다시 공조참의가 되었다. 1716년 양주목사로 임명됐다가 유신의 배척을 당했다는 이유로 사직을 청하는 정장을 올려 면직되었다. 바로 부사과에 임명됐으며 그해 4월 이조참의에 임명됐다가 다시 한달만에 공조참의로 재임명되었다. 1717년 8월 27일 여주목사로 임명되어 부임했다가 1719년 2월 사과에 임명됐다. 같은 달 집에 있으면서 패초를 받지 않았다 하여 파직됐다가 얼마 뒤 부호군으로 임명되고, 같은 해 장례원판결사가 되었다. 그해 말 행부사과, 곧 사과에 임명되었다가 감시 초시(監試 初試)의 시관 중 한사람이 되어 시험을 주관하였다.
1720년 경종 즉위 후 부사과로 전임됐다가 다시 장례원판결사에 재임명 되고, 그 해 다시 경상도관찰사로 나갔다. 경상감사에 임명되자 병이 있고 자질 부족을 이유로 사직상소를 올렸으나 경종이 이를 거절하였다. 곧 경상감사로 부임했다가 6개월 만에 승지에 임명되어 중앙으로 돌아왔다. 바로 우부승지가 되고, 1721년(경종 1년) 잠깐 부호군으로 전임됐다가  그 해 호조참판, 같은 날 겸 동지의금부사가 되었으며, 다시 성균관대사성을 거친 뒤 세자시강원 우부빈객이 되었다. 경종 즉위 후 노론계열의 연잉군 추대에 반발하여 김일경 등과 함께 1721년에 신임사화를 일으켜 노론을 몰아내고 정권을 잡았다.

### 소론 온건파의 지도자
1721년 호조참판으로 재직 중, 노론에서 경종에게 자녀가 없다는 이유로 연잉군 금의 왕세제 책봉을 건의했다. 이때 그는 조태구, 최석항(崔錫恒), 이광좌(李光佐) 등과 함께 연잉군의 왕세제 책봉과 대리청정을 반대하여 철회시켰다. 노론에서는 연잉군을 세제로 임명된 뒤 대리청정을 건의한다.
그 뒤 행 부제학이 되었다가 형조판서로 승진하고, 지경연사(知經筵事)와 세자시강원 우빈객(右賓客)을 거쳐 1722년 대제학이 되었다. 이때 소론 내부에서 왕세제 연잉군 금을 반대하고 종친 중에서  경종의 양자를 입양하여 후사를 이으려는 계획을 세우자 그는 여기에도 반대하여, 이광좌, 이태좌 등 소론 온건파와 함께 연잉군의 지지를 선언하였다.
소론에서는 연잉군을 폐하고 양자 입양을 당론으로 밀었지만 그는 이태좌, 이광좌 등 소수의 소론인사들과 함께 당론을 거부하고 연잉군을 지지한다. 그 뒤 공조판서·예조판서 등을 역임했다.

### 생애 후반
1724년 제용감제조를 거쳐 호조판서에 올랐다. 호조판서에 올라 겸 동지의금부사, 다시 겸 지의금부사가 됐다가 다시 호조판서로 홍문관제학을 겸직했다가 그해 대제학을 겸직했다. 곧 형조판서로 전직했다가 다시 호조판서가 되었으며 이어 겸 대제학에서 면직되고 겸 동지춘추관사가 됐다가 그해 이조의 추천으로 다시 겸 대제학이 되었다. 당적으론 소론이었으나 친족 일부가 노론이었으며 처족 역시 노론이었기에 노론과 소론의 갈등에서 양자를 조절하려 노력하였고, 노론 온건파와 노론 청명당(원칙론자)의 등용, 노론 과격인물인 민진원 등의 의견도 중용해야 한다는 입장을 피력하였다. 1724년 8월 25일 경종이 승하하자 국상도감 제조(國葬都監 提調)로 상을 집행하였다.
1724년에 영조가 즉위하여 즉위 교서를 지었다. 그해 한때 비변사의 추천으로 금위대장의 물망에 오르기도 했다. 영조와 노론의 정치보복 아래 경종의 측신이었던 영의정 조태구의 종제이자 소론으로서 그 역시 위태로웠으나 노론과 소론이 혼합된 가문의 특성상 조정에 남아 특별히 병조판서에 제수되었다가 병판 출사(出仕) 8일 만에 복상(卜相)이 있어 이조판서 이조(李肇)의 추천으로 우의정으로 특별 승진하였다. 같은 날 호위대장(扈衛大將)을 제수받았고 대제학을 겸임하였다. 우의정으로 승진하였으나, 노론의 민진원 등의 탄핵으로 벼슬을 잃었다. 1727년에 정미환국으로 다시 좌의정이 되었으나 그해 8월 판중추부사로 전임됐다가 왕세자 가례도감의 정사를 맡았다. 한달 만에 다시 좌의정으로 복직했고, 금위영 도제조를 겸직했다. 이듬해 병으로 벼슬에서 물러났으며, 1725년(영조 1) 사간 이봉익(李鳳翼), 지평 유복명(柳復明) 등의 청에 의하여 판중추부사로 전직되었다가 이어 파면되었다.
1728년 다시 좌의정이 되었다. 1728년 이인좌의 난이 벌어지자 영조는 조선의 임금이며 소론 역시 조선의 정당이니 영조에게 충성을 바쳐야 된다고 주장하였다. 1728년(영조 5년) 이인좌의 난 진압 직후 분무원종공신 1등(奮武原從功臣一等)에 책록되었다. 이후 영돈령부사로 전임되고, 영돈령부사로 있다가 병으로 사망하였다. 1776년 영조 때 소론 5대신이라 하여 관작을 추탈당하였다. 저서로는 《겸재집》이 있다.

### 복권
초서(草書)·예서를 잘 썼으며 영모(翎毛)를 잘 그렸다. 바로 시호가 내려졌으며 시호는 문충(文忠)으로, 사망 직후 바로 시호를 문경(文敬)과 문민(文敏)으로 천거되자 여러번 재검토 끝에 1729년(영조 6년) 5월 17일 문충으로 정해졌다. 1755년 나주 벽서괘서사건(羅州壁書 掛書事件)으로 관작이 추탈되었다가 다시 복권되었으나, 1806년 다시 추탈되었다.
1907년(융희 1년) 이후 이완용의 여러번의 복권 상소로 1908년 4월 복권되었다.
1908년(융희 2년) 4월 30일에야 내각 총리대신 이완용의 건의로 복권되었다. 1908년(융희 2년) 1월 이완용 등의 건의로 작위와 시호가 회복되었다.
1908년 4월 죄적에서 삭제되고 명예회복되었다.

## 저서
- 《겸재집》
- 《좌간필어》: 1711년 조선통신사로 파견됐을 때 일본 사절단과 주고받은 대담 모음집

## 가족 관계
- 부친 : 조가석
- 모친 : 파평 윤씨(윤이명의 딸)
- 부인 : 청송 심씨(심구서의 딸)
  - 아들 : 조지빈
  - 아들 : 조병빈
- 장인 : 심구서(단의왕후 심씨의 종조부)
- 장모 : 홍만용의 딸

## 같이 보기
- 소론 5대신
- 조태채
- 조태구
- 최석정
- 유봉휘

## 조태억이 등장한 작품
- 《8대 쇼군 요시무네》(NHK, 1995년, 배우:김수진)